# Consejo Pontificio para los Laicos

Escudo de armas.

El Consejo Pontificio para los Laicos, también llamado Pontificio Consejo para los Laicos (en latín Pontificium Consilium pro Laicis), fue un dicasterio de la Curia Romana, creado por Pablo VI el 6 de enero de 1967, con el motu proprio titulado Catholicam Christi Ecclesiam.
Sus funciones eran la promoción y coordinación del apostolado de los laicos en la Iglesia. En general, este dicasterio se ocupaba de todos los asuntos relativos a la vida cristiana de los laicos como tales (Pastor Bonus, 131). A partir de 1985, bajo el pontificado de Juan Pablo II, el Pontificio Consejo para los Laicos se encargó de la organización de la Jornada Mundial de la Juventud en sus sucesivas ediciones.
Fue suspendido con el motu proprio Sedula Mater del 15 de agosto de 2016 por el papa Francisco a partir del 1 de septiembre de 2016. Sus funciones fueron asumidas por el nuevo Dicasterio para los Laicos, la Familia y la Vida, junto a las funciones del también suspendido Pontificio Consejo para la Familia.

## Organización
El Pontificio Consejo para los Laicos estaba guiado por un Presidente, asistido por un Secretario. El último Presidente fue el arzobispo Mons. Stanisław Ryłko. El último Secretario fue el obispo alemán Mons. Josef Clemens. Tenían también el apoyo de un Subsecretario, siendo el último el español Mons. D. Miguel Delgado Galindo.
Un comité de presidencia compuesto por cardenales y obispos se reunía periódicamente para discutir las cuestiones de mayor importancia para los temas relacionados con su consejo. Los miembros del Consejo eran 32 obispos, sacerdotes y sobre todo laicos, hombres y mujeres de todas las partes del mundo, que se encontraban una vez al año en una asamblea plenaria para afrontar los temas más urgentes para la vida y misión de los laicos. El Consejo se valía también de la colaboración de 30 consultores, que eran convocados para sesiones de trabajo o a quienes se pedía individualmente un parecer sobre cuestiones específicas.

## Historia de las presidencias del Consejo
Desde su creación, el Pontificio Consejo para los Laicos fue presidido sucesivamente por los siguientes prelados:
- Maurice Roy † (designado el 6 de enero de 1967, renunció el 16 de diciembre de 1976);
- Opilio Rossi † (designado el 10 de diciembre de 1976 - dejó el cargo el 8 de abril de 1984 al ser designado presidente del Comité Pontificio para los Congresos Eucarísticos Internacionales);
- Eduardo Francisco Pironio † (designado el 8 de abril de 1984, se retiró el 20 de agosto de 1996);
- James Francis Stafford (designado el 20 de agosto de 1996, dejó el cargo el 4 de octubre de 2003 al ser designado a cargo de la Penitenciaría Apostólica);
- Stanisław Ryłko (designado el 4 de octubre de 2003, dejó el cargo el 1 de septiembre de 2016, al suprimirse dicho Consejo).

## Voces relacionadas
- Santa Sede
- Curia Romana
- Consejos pontificios
- Jornada Mundial de la Juventud
- Dicasterio para los Laicos, la Familia y la Vida